# Mike Stern
Mike Stern, geboren als Michael Sedgwick, (Boston, 10 januari 1953) is een Amerikaanse jazzgitarist en songwriter. Na te hebben gespeeld met Blood, Sweat & Tears, werkte hij met drummer Billy Cobham, vervolgens met trompettist Miles Davis van 1981 tot 1983 en opnieuw in 1985. Daarna begon hij een solocarrière en bracht hij meer dan een dozijn albums uit. Stern werd door het tijdschrift Guitar Player uitgeroepen tot «Beste Jazzgitarist» van 1993. Op het Festival International de Jazz de Montréal in juni 2007 ontving hij de Miles Davis Award, die in het leven is geroepen om internationaal geprezen jazzartiesten te erkennen, wiens werk aanzienlijk heeft bijgedragen aan de vernieuwing van het genre. In 2009 stond Stern op de lijst van 75 beste jazzgitaristen aller tijden van DownBeat. Hij ontving op 21 januari 2012 de Certified Legend Award van het tijdschrift Guitar Player.

## Biografie
Stern werd geboren als Michael Sedgwick in Boston, Massachusetts, als zoon van beeldhouwer en kunstbeschermer Helen Stern (geboren als Helen Phillips Burroughs) en Henry Dwight Sedgwick V. Zijn adoptiestiefvader was Philip M. Stern, de zoon van zakenman Edgar B. Stern sr. en filantroop Edith Rosenwald Stern, en kleinzoon van filantroop Julius Rosenwald. Zijn zus Holly is de moeder van acteur Philip Nozuka en zangers George Nozuka, Justin Nozuka en Henry Nozuka. Zijn andere (half)zus is actrice Kyra Sedgwick. Stern is getrouwd met gitariste en zangeres Leni Stern.
Stern groeide op in Washington D.C. en studeerde aan het Berklee College of Music in Boston. Op 22-jarige leeftijd werd hij lid van Blood, Sweat & Tears en bracht hij drie jaar door met de band, die op de albums More Than Ever en Brand New Day verscheen. In 1979 trad hij toe tot de fusionband van Billy Cobham. Twee jaar later sloot hij zich aan bij Miles Davis en maakte hij zijn publieke debuut in 1981, een optreden dat was opgenomen op het album We Want Miles. Hij bleef tot 1983 bij Davis, totdat hij werd vervangen door gitarist John Scofield. Stern was destijds een zware drinker en heroïnegebruiker. In een interview in 2009 zei hij: 'Als Miles je in een afkickkliniek wil stoppen, weet je dat er iets mis is'. Van 1983 tot 1984 toerde hij met Jaco Pastorius (een periode die ook werd gekenmerkt door zwaar drugsgebruik) en keerde hij in 1985 terug naar een tournee met Davis. Stern en zijn vrouw waren in revalidatie, ze werden ook geholpen door Michael Brecker en anderen.
Sterns solodebuut Upside Downside met Jaco Pastorius, David Sanborn en Bob Berg werd in 1986 uitgebracht bij Atlantic Records. Van 1986 tot 1988 maakte hij deel uit van het kwintet van Michael Brecker en verscheen hij op Don't Try This at Home. Zijn tweede Atlantic album Time in Place uit 1988 bevatte Peter Erskine op drums, Jim Beard op keyboards, Jeff Andrews op bas, Don Alias op percussie en Don Grolnick op orgel. Zijn volgende album Jigsaw werd geproduceerd door gitarist Steve Khan en bevatte het nummer Chief, Sterns eerbetoon aan Miles Davis.
In 1989 vormde Stern een reisgroep met Bob Berg, Dennis Chambers en Lincoln Goines. Ze bleven bij elkaar tot en met 1992 en staan op het album Odds or Evens. In 1992 trad Stern voor twee jaar toe tot een herenigde Brecker Brothers Band. Zijn veelgeprezen album Standards (and Other Songs) uit 1993, leidde ertoe dat hij door de lezers en critici van Guitar Player werd uitgeroepen tot «Beste Jazzgitarist van het Jaar». Hij volgde dat met Is What It Is in 1994 en Between the Lines in 1996, die beide Grammy Award-nominaties ontvingen. In 1997 bracht hij Give and Take uit met bassist John Patitucci, drummer Jack DeJohnette, percussionist Don Alias en speciale gasten Michael Brecker en David Sanborn. Hij won de Orville W. Gibson Award voor «Best Jazzguitarist».
Na vijftien jaar bij Atlantic tekende Stern bij ESC Records voor de publicatie van These Times in 2004, een eclectisch album met gastoptredens van bassist Richard Bona, saxofonist Kenny Garrett en banjospeler Béla Fleck. Hij sloot zich aan bij Heads Up International met de publicatie van Who Let the Cats Out?. In 2008 werkte hij samen met de Yellowjackets voor hun Lifecycle-album, droeg twee composities bij, trad op op de meeste nummers en toerde een groot deel van 2008 en 2009 met de Yellowjackets. In februari 2009, in de eerste van een reeks artikelen over DownBeats 75e verjaardag, werd Stern uitgeroepen tot een van de 75 grote gitaristen aller tijden. In augustus 2009 bracht Stern Big Neighborhood uit, dat werd genomineerd voor een Grammy Award voor «Best Contemporary Jazz Album».
Op 21 januari 2012 ontving hij de Certified Legend Award van het tijdschrift Guitar Player. Deze werd hem uitgereikt tijdens de Muriel Anderson All-Star Guitar Night, waar hij optrad met Lee Ritenour. Andere gitaristen die de prijs hebben gewonnen zijn Les Paul, Duane Eddy, Dick Dale, Larry Carlton en Tommy Emmanuel. In juni van dat jaar bracht Stern All Over the Place uit, met trompettist Randy Brecker, saxofonisten Kenny Garrett, Chris Potter, Bob Franceschini en Bob Malach, drummers Dave Weckl, Keith Carlock, Lionel Cordew, Al Foster, Kim Thompson, toetsenist/producent Jim Beard en Sterns vrouw, gitariste en zangeres Leni Stern. Akoestische en elektrische bassisten waren onder meer Esperanza Spalding, Richard Bona, Victor Wooten, Anthony Jackson, Dave Holland, Tom Kennedy, Will Lee en Victor Bailey.
In 2014 toerde Stern met gitarist Eric Johnson in de Eclectic Guitar Tour. Ze namen een album op met dezelfde naam. In de zomer van 2016 meldde Stern ernstige verwondingen aan zijn schouders en rechterarm na struikelen en vallen. Het eindigde zijn Europese tournee en hij moest zijn speeltechniek aanpassen om te blijven presteren; de schade aan zijn rechterhand door de botbreuken in zijn schouder en daaruit voortvloeiende zenuwschade was zo groot dat hij zijn plectrum niet meer goed kan vasthouden. Een chirurg heeft zijn wijsvinger in gebogen positie vastgezet omdat die houding voor het vasthouden van het plectrum nodig is. Hij lijmt sindsdien zijn plectrum met pruikenlijm aan zijn vingers. In de zomer van 2017 keerde hij terug naar Europa op tournee met de nieuwe formatie Mike Stern/Randy Brecker Band, met Randy Brecker (trompet), Teymur Phell (basgitaar) en Lenny White (drums). In 2017 nam Stern Mike Stern: Burn with Stern! op, een reeks instructievideo's voor jazzgitaar voor TAGAPublishing.com.

## Prijzen en onderscheidingen
- Nominaties voor Grammy Award voor Best Contemporary Jazz Album: Is What It Is (1995), Between the Lines (1997), Voices (2002), Who Let the Cats Out? (2007), Lifecycle (2009), Big Neighborhood (2010)
- Best Jazz Guitarist, Orville W. Gibson Award (1997)
- Jazz Guitarist of the Year, Guitar Player (1993)
- 75 Great Guitarists of all time, Down Beat (2009)
- Certified  Award, Guitar Player (2012)

## Discografie
- 1983: Neesh (Trio)
- 1986: Upside Downside (Atlantic Records)
- 1988: Time in Place (Atlantic)
- 1989: Jigsaw (Atlantic)
- 1991: Odds or Evens (Atlantic)
- 1992: Standards (and Other Songs) (Atlantic)
- 1994: Is What It Is (Atlantic)
- 1996: Between the Lines (Atlantic)
- 1997: Give and Take (Atlantic)
- 1999: Play (Atlantic)
- 2001: Voices (Atlantic)
- 2004: These Times (ESC)
- 2006: Who Let the Cats Out? (Heads Up International)
- 2009: Big Neighborhood (Heads Up)
- 2012: All Over the Place (Heads Up)
- 2014: Eclectic (Heads Up) met Eric Johnson
- 2017: Trip (Heads Up)
- 2019: Eleven (Concord Jazz) met Jeff Lorber Fusion

- Bibsys: 2035916
- Bibliothèque nationale de France: cb13934520q (data)
- CiNii: DA16222511
- Gemeinsame Normdatei: 12044688X
- International Standard Name Identifier: 0000 0001 2135 1377
- Library of Congress Control Number: n84040523
- MusicBrainz: 38e82a3d-4e11-4e0b-92d5-6b3a3f93f276
- Nationale Bibliotheek van Tsjechië: js20061020027
- Nationale Bibliotheek van Israël: 987007319512705171
- Nederlandse Thesaurus van Auteursnamen: 107919184
- Système universitaire de documentation: 149379722
- Virtual International Authority File: 295810293